# Everlange
Everlange (en luxemburguès:  Iewerleng; en alemany: Everlingen) és una vila de la comuna de Useldange situada al districte de Diekirch del cantó de Redange. Està a uns 22 km de distància de la ciutat de Luxemburg.